# Présentatif
En linguistique, on appelle « présentatif »  un mot ou une structure syntaxique employé pour introduire ou poser l'existence d'un élément nouveau dans le discours. Typiquement, l’entité ainsi introduite sera élevée au statut de topique dans le discours qui suit.
Par exemple, la construction avec there dans la phrase suivante est présentative :
There appeared a cat on the window sill.
Les présentatifs ne sont pas seulement des mots (ou des locutions) mais peuvent également être des morphèmes liés. Dans la langue Maybrat, par exemple, on trouve un préfixe présentatif me- qui se combine avec les démonstratifs.
m-ama     me-to
U-venir        PRESTT-DEM
« La voilà »
Le français dispose d’un certain nombre de présentatifs, comme il y a, c’est, voici et voilà. La séquence il y a (dans le parler informel typiquement réduite à ‘ya [ja]) est souvent employée pour introduire les nouvelles entités référentielles en discours, comme un policier dans l’énoncé qui suit :ya un policier qui arrive
De manière similaire à il y a en français, en chinois le verbe existentiel yǒu ‘avoir’ est souvent employé en tant que présentatif pour introduire les nouvelles entités en discours (comme rén 'quelqu'un' dans l'exemple suivant).
Kàn!         Yǒu           rén             tōu       nǐde    miànbāo!
Regarder     PRESTT   personne    voler    ton      pain
« Regarde ! Il y a quelqu’un [qui] a volé ton pain ! »
La variation de l’ordre des mots est également employée comme procédé de mise en relief. Parmi les configurations qui portent cette fonction présentative figurent notamment les « phrases inversées » où le sujet de langues SV(O) apparaît en position postverbale. Dans l’exemple suivant en chinois parlé, l’agent du verbe de déplacement lái ‘venir’, qui occupe normalement la position préverbale, apparaît ici après le verbe puisqu’il dénote un élément nouveau :
Nèi  tiān   túránjiān      ne, lái-le             hǎoxiē-ge          fēijī
DEM   jour   tout.à.coup  NE      venir-PFV    pas.mal.de-CL   avion
« Ce jour-là tout d'un coup, sont arrivés pas mal d'avions. »